# Brytyjscy posłowie do Parlamentu Europejskiego 2019–2020
Brytyjscy posłowie IX kadencji do Parlamentu Europejskiego zostali wybrani w wyborach przeprowadzonych 23 maja 2019, w których wyłoniono 73 deputowanych. W związku z procedurą brexitu wybory nie były planowane, jednak przeciąganie się procesu opuszczania Unii Europejskiej przez Wielką Brytanię wymusiło konieczność ich przeprowadzenia.
W związku z wystąpieniem Wielkiej Brytanii z Unii Europejskiej kadencji brytyjskich europosłów IX kadencji zakończyła się 31 stycznia 2020.

## Posłowie według list wyborczych
Brexit Party
- Jonathan Bullock
- David Bull
- Martin Daubney
- Nigel Farage
- Lance Forman
- Claire Fox
- Nathan Gill
- James Glancy
- Benyamin Habib
- Lucy Harris
- Michael Heaver
- Christina Jordan
- Andrew Kerr
- John Longworth
- Rupert Lowe
- Belinda De Camborne Lucy
- Brian Monteith
- June Mummery
- Henrik Overgaard-Nielsen
- Matthew Patten
- Alexandra L. Phillips
- Jake Pugh
- Annunziata Rees-Mogg
- Robert Rowland
- Louis Stedman-Bryce
- John Tennant
- Richard Tice
- James Wells
- Ann Widdecombe

Liberalni Demokraci
- Catherine Bearder
- Phil Bennion
- Jane Brophy
- Judith Bunting
- Chris Davies
- Dinesh Dhamija
- Barbara Gibson
- Antony Hook
- Martin Horwood
- Shaffaq Mohammed
- Lucy Nethsingha
- Bill Newton Dunn
- Luisa Porritt
- Sheila Ritchie
- Caroline Voaden
- Irina von Wiese

Partia Pracy
- Richard Corbett
- Seb Dance
- Neena Gill
- Theresa Griffin
- John Howarth
- Jackie Jones
- Judith Kirton-Darling
- Claude Moraes
- Rory Palmer
- Julie Ward

Zieloni
- Scott Ainslie
- Ellie Chowns
- Gina Dowding
- Magid Magid
- Alex Phillips
- Catherine Rowett
- Molly Scott Cato

Partia Konserwatywna
- Daniel Hannan
- Anthea McIntyre
- Nosheena Mobarik
- Geoffrey Van Orden

Szkocka Partia Narodowa
- Christian Allard
- Heather Anderson, poseł do PE od 27 stycznia 2020
- Aileen McLeod

Plaid Cymru
- Jill Evans

Sinn Féin
- Martina Anderson

Demokratyczna Partia Unionistyczna
- Diane Dodds

Alliance Party of Northern Ireland
- Naomi Long

Byli posłowie IX kadencji do PE
- Alyn Smith (Szkocka Partia Narodowa), do 12 grudnia 2019